# 石韦
石韦（学名：Pyrrosia lingua），一作石葦，又稱石䩾，为水龙骨科石韦属下的一个种。
石葦在中國古代文獻裡寫作石韋，因經常出現在石頭上，而葉片看來如皮革，韋的意思即指去毛加工製成的柔軟獸皮。韋字寫作葦已是相當晚期之事。
至於石葦的拉丁學名，屬名Pyrrosia出自希臘文pyrrhos(紅色)，指其葉長滿孢子囊群時呈現紅色。種小名lingua為「舌狀的」的意思，描述它的葉片形狀像舌頭。
由此植物命名可看出不同的人對同一事物的聯想力或是著重點可能差距很大。

## 外部連結
- 石韋 （页面存档备份，存于） 藥用植物圖像資料庫 (香港浸會大學中醫藥學院) （中文）（英文）
- 石韋 中藥材圖像數據庫  (香港浸會大學中醫藥學院) （中文）（英文）

## 扩展阅读
- 維基物種上的相關：石韦

[在维基数据编辑]
 《欽定古今圖書集成·博物彙編·草木典·石韋部》，出自陈梦雷《古今圖書集成》
 《植物名實圖考·石韋》，出自吳其濬《植物名實圖考》